# Rede Integração
Rede Integração é uma rede de televisão brasileira afiliada à TV Globo, sediada em Uberlândia, no estado de Minas Gerais. Sua cobertura integra as regiões do Triângulo Mineiro e Alto Paranaíba, Centro-Oeste de Minas Gerais, Noroeste de Minas Gerais, Zona da Mata e Campo das Vertentes.
Possui representação em cidades mineiras com suas exibidoras, sendo elas: Uberlândia, Uberaba, Divinópolis/Araxá, Ituiutaba e Juiz de Fora. Além disso, conta com correspondentes de jornalismo em Patos de Minas e Barbacena.
Cada região tem sua programação própria, como o Integração Notícia, o MG1 e MG2. Mas atualmente o MG2 e Integração Notícia estão unificados e em edições regionais exibidos direto de Uberaba em retransmissão para Divinópolis/Araxá, desde 2020, época da pandemia e permanecendo assim até nos dias atuais. Reproduzem o Globo Esporte da Globo Minas em Belo Horizonte.
A TV Integração é ligada ao Grupo Integração, que opera 4 emissoras de rádio: Cultura FM 95,1 e Mix FM 106,5, ambas em Uberlândia; Regional FM 104,7, em Araguari; e Cultura FM 103,9, em Perdizes. O Grupo Integração conta, ainda, com uma produtora de vídeo, a Imaginare Filmes.

## História
- Em 1962 foi assinado o Ato de Outorga da TV pelo Ministério da Justiça e Negócios Interiores para a criação de uma emissora de TV em Uberlândia, por iniciativa de Adib Chueire, uberlandense de origem libanesa, que tinha esse sonho, conseguiu a concessão e vendeu a ideia ao empresário Edson Garcia Nunes.

- A Rede Integração surgiu em 1964[1]. Na época, chamava-se TV Triângulo. Sua primeira transmissão foi uma entrevista entre o advogado e primeiro diretor da nova TV, Wilson Ribeiro, e o Dom Almir Marques Ferreira, primeiro bispo de Diocese de Uberlândia. Entre 1964 e 1971, transmitiu programação produzida localmente como programas de auditório, telejornais e três telenovelas (ou teleteatro). Também fazia parte de sua programação conteúdo produzido pelas TVs Excelsior, TV Record e a recém-inaugurada TV Globo.

- Em 1967 estreou A Marcha do Mundo, o primeiro telejornal constante da TV Triângulo, com os apresentadores Darci José e Danúbio Bezerra. O telejornal, veiculado até o início da década de 70, tinha uma duração de uma hora e trazia notícias de Uberlândia.

- No ano de 1970, ocorre a mudança para as novas instalações da emissora para o bairro Umuarama.

- Em 1971, o grupo se afiliou à Rede Globo, sendo a primeira empresa a trabalhar como afiliada ao grupo carioca.

- Atualmente, a TV Integração exibe localmente para seu público o MG1 e MG2, o Integração Notícia, o MG Rural, o Cê Viu e o Globo Esporte local para as geradoras do Triângulo (Uberlândia, Uberaba e Ituiutaba) e para a Zona da Mata (geradora de Juiz de Fora). Além de compartilhar programação com a TV Globo Minas para a produção do Bom Dia Minas e o programa Tô Indo. Já nas transmissões de futebol, as emissoras de Uberlândia, Uberaba, Ituiutaba e Araxá seguem o Campeonato Mineiro em rede com a Globo Minas. Até 2020, a emissora de Juiz de Fora seguia o Campeonato Carioca em rede com a Globo Rio e só entrava em rede com a emissora da capital mineira quando ocorriam jogos no Mineiro envolvendo os times da cidade (Tupynambás ou Tupi) com os times da capital. Com a rescisão do contrato do estadual carioca, a emissora de Juiz de Fora passou a seguir integralmente o Mineiro em rede com a emissora da capital. Nos demais campeonatos, cada emissora tem a liberdade de escolher as transmissões conforme a relevância.

- Ao todo, 229 cidades e aproximadamente 6 milhões de habitantes recebem o sinal da TV Integração.

- No ano de 2006, o Prêmio Tubal Siqueira surge com o intuito de incentivar e reconhecer talentos da comunicação, além de contribuir para o desenvolvimento do mercado publicitário através da premiação dos trabalhos mais criativos. Até 2017 quando ocorreu sua última edição, o Prêmio Tubal Siqueira foi a mais importante premiação publicitária do interior de Minas Gerais. O prêmio leva o nome do presidente da rede.
- No dia 1 de abril de 2016, foi inaugurada a TV Integração Uberaba, quinta emissora da Rede Integração.[2]
- No dia 22 de novembro de 2017, o sinal analógico foi desligado na cidade de Itaúna, ficando no ar somente o sinal digital.
- No dia 5 de dezembro de 2018, o sinal analógico foi desligado na cidade de Uberaba, ficando no ar somente o sinal digital.
- Uberlândia, a "cabeça" da rede, passou a transmitir sua programação em HDTV, sistema digital no dia 16 de março de 2009 para mais de 800 mil habitantes na região.

### Composição acionária
Em 1997, a Globo passa a ser dona de parte da Rede Integração por ter comprado as ações do empresário Luis Dorça. Em 2002, essa sociedade é desfeita e hoje a rede é de propriedade exclusiva do empresário Tubal de Siqueira Silva. Em 2007, a Rede Integração adquiriu parte da TV Panorama, afiliada Globo de Juiz de Fora, expandindo a empresa também para a Zona da Mata, controlando assim 4 das então 8 emissoras da Rede Globo em Minas Gerais e se tornando a maior empresa de comunicação do interior mineiro. Cinco anos mais tarde, a Rede Integração assumiu a totalidade da TV Panorama que com isso, passou a se chamar TV Integração Juiz de Fora. Em 2017 adquire 66% das ações do Grupo Mirante.

## Programação

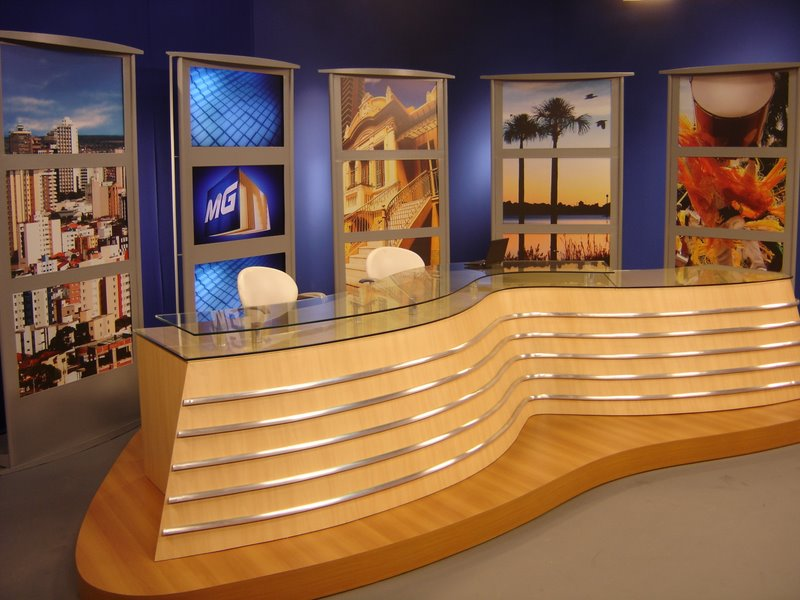
Antigo estúdio do MGTV em Uberlândia

### Programas atuais
- MG1 de Uberlândia, Patos de Minas e Ituiutaba apresentado por Vanessa Carlos; de Juiz de Fora apresentado por Erica Salazar; de Uberaba apresentado por Tatiane Ferreira; de Divinópolis e Araxá, apresentado por Ana Tereza Arruda .

- MG2 - apresentado por Muriele Silva para Uberlândia, Patos de Minas e Ituiutaba, por Bruno Dourado para Uberaba, Araxá e Divinópolis e por Camila Saenz para Juiz de Fora e Zona da Mata. Aos sábados, a edição é gerada para toda a abrangência da Rede em rodízio de apresentadores.

- Globo Esporte - bloco local produzido e apresentado em Uberlândia por Rogério Simões para as geradoras de Ituiutaba, Uberlândia, Uberaba e que acompanham também a edição nacional; em Juiz de Fora a edição local é apresentada por Inácio Novaes. Já Divinópolis e Araxá acompanham o Globo Esporte Minas na íntegra.

- MG Rural - produzido e apresentado de Juiz de Fora por Márcio Santos para toda a abrangência da Rede Integração.

- Tô Indo - programa de entretenimento da emissora apresentado por Mário Freitas (cantor da dupla Marco & Mário) para toda a abrangência da Rede Integração e da TV Globo Minas.

- Cê Viu - programa de entretenimento da emissora, apresentado por Cecília Ribeiro para toda a abrangência da Rede Integração.

- Integração Notícia - apresentado por Leandro Moreira para Uberlândia, Ituiutaba e Patos de Minas, por Gabriel Bonfim para Uberaba, Araxá e Divinópolis e por Ana Paula Cruzeiro para Juiz de Fora e Zona da Mata.

- Churrasqueadas - programa de culinária apresentado por José Almiro, exibido para toda a área de abrangência da Rede Integração.[3]

### Programas extintos
- Bom Dia Triângulo – primeiro programa do horário (começo das manhãs) de Minas Gerais, exibido de 6h30 às 7h30 da manhã de segunda a sexta-feira, em Minas Gerais.
- Carona - programa de entretenimento da emissora, apresentado por Cecília Ribeiro - de 2010 a 2011, foi apresentado por Marília Rogacheski - para toda a abrangência da Rede Integração.
- Bem Viver (2006) - programa sobre qualidade de vida e bem-estar da emissora, apresentado por Mônica Cunha para toda a abrangência da Rede Integração. Foi o primeiro programa em TV aberta focado exclusivamente em qualidade de vida.
- Terra de Minas - programa de variedades, turismo e cultura mineira produzido pela Globo Minas. O programa era exibido em uma versão reduzida, porém foi retirado do ar para dar espaço aos programas Tô Indo e Carona.
- Triângulo Rural – programa dirigido aos agropecuaristas.
- Jornal das Sete – antecessor do MG2, jornal do começo da noite em todas as emissoras que compõem a Rede Integração.

## Atualização gráfica
Em 27 de agosto de 2018, a emissora de Uberlândia ganhou novos cenários e um novo visual nos seus telejornais que passaram a ficar mais dinâmicos e interativos, contando com a participação do telespectador. 
Em 22 de outubro, a emissora de Uberaba também ganha novo cenário e grafismo nos seus telejornais, passando a ficar mais dinâmico e interativo. 
Em 17 de dezembro, foi a vez da emissora de Araxá também ganhar um novo cenário e grafismos nos seus telejornais, passando a ficar mais dinâmico e interativo. 
Em 1 de julho de 2019 foi a vez de Juiz de Fora também ganhar um novo cenário e grafismos nos seus telejornais, passando a ficar mais dinâmico e interativo.

## Inovação
Sendo um grupo com operação totalmente em regiões de interior, cidades marcadas pelo empreendedorismo, a Rede Integração sempre apostou muito em  inovação. Algumas novidades foram implantadas antes mesmo de serem oferecidas pela TV Globo, como:
- Aplicativo de colaboração jornalística – muito antes da popularização do WhatsApp e de outros aplicativos de bate-papo, a TV Integração ofereceu a seu público um aplicativo de colaboração. O VC no MGTV era um aplicativo que possibilitava ao público enviar fotos, imagens e sugestões de pauta à produção dos telejornais, lançado em 2012[5].
- Interatividade Ginga – logo que a TV digital nasceu, e sendo uma de suas promessas na área técnica , a TV Integração colocou no ar a primeira experiência de jornalismo no Brasil com uso do Ginga, software que é entregue na casa do público pela transmissão aberta em televisores digitais. O aplicativo permitia o acesso a informações secundárias durante os telejornais da TV Integração.

- Uso de QR Code na tela – Apesar de existente há mais de 10 anos, só em 2019 o QR Code passou a ser usado pra valer nas telas de televisão. Aproveitando a boa definição da transmissão digital e das telas flat, a TV Integração lançou em meados de 2019 o uso permanente e QR Code como “acessório” do jornalismo. A ferramenta permite o acesso direto às notícias nos portais da emissora: G1 Triângulo, G1 Zona da Mata e G1 Centro-Oeste de Minas[6].

## Gestões

### Tubal de Siqueira Silva
Filho de Tubal Vilela da Silva, o empresário Tubal de Siqueira Silva (Uberlândia, 27 de outubro de 1937), bacharel em Direito diplomado pela Universidade Federal de Uberlândia, começou sua carreira no setor imobiliário e tornou-se presidente da então chamada TV Triângulo em 31 de agosto de 1970. Naquele ano, em encontro com o diretor-geral da TV Globo Walter Clark, no Rio de Janeiro, fez um acordo para transmitir em Uberlândia o Jornal Nacional. 
Já no primeiro ano de sua gestão, Tubal de Siqueira Silva obteve, para a TV Triângulo, o direito de transmissão dos jogos da Copa do Mundo de Futebol de 1970 e exibiu o primeiro telejornal infantil, o “Dente de Leite, apresentado por duas crianças. 
Em 1971, Tubal de Siqueira Silva fechou a parceria para fazer da TV Triângulo a primeira emissora a participar do sistema de afiliadas da Rede Globo. 
Outro marco de pioneirismo, em sua gestão, foi em 1974: a TV Triângulo inaugurou seu laboratório cinematográfico e foi a primeira do interior a revelar filmes coloridos. 
Em 1980, levou para a grade de programação uma edição local do Jornal Hoje. Comandou, entre 1988 e 1991, os primeiros passos do projeto de formação de uma rede de TV no interior com o surgimento da TV Pontal (Ituiutaba e Uberaba) e TV União (Araxá e Divinópolis). 
Na primeira metade da década de 90, Tubal de Siqueira Silva liderou o processo de posicionamento de mercado da rede, uniformizando a identidade visual. Com essa decisão, as marcas TV Ideal, TV Integração (Uberlândia e Patos de Minas) e TV União substituíram marcas e nomes antigos. 
Em 2001, Tubal de Siqueira Silva conduz o lançamento do Sistema Digital de Exibição de Comerciais da Rede Integração, um investimento de US$ 2 milhões em equipamentos digitais. No final de 2002, visando impulsionar o modelo de expansão a rede, nomeia seu filho, Rogério Nery, como CEO da Rede Integração. 
Em 2006, deu nome ao Prêmio Tubal Siqueira, principal reconhecimento publicitário no interior mineiro ao longo de 11 anos.

## Emissoras

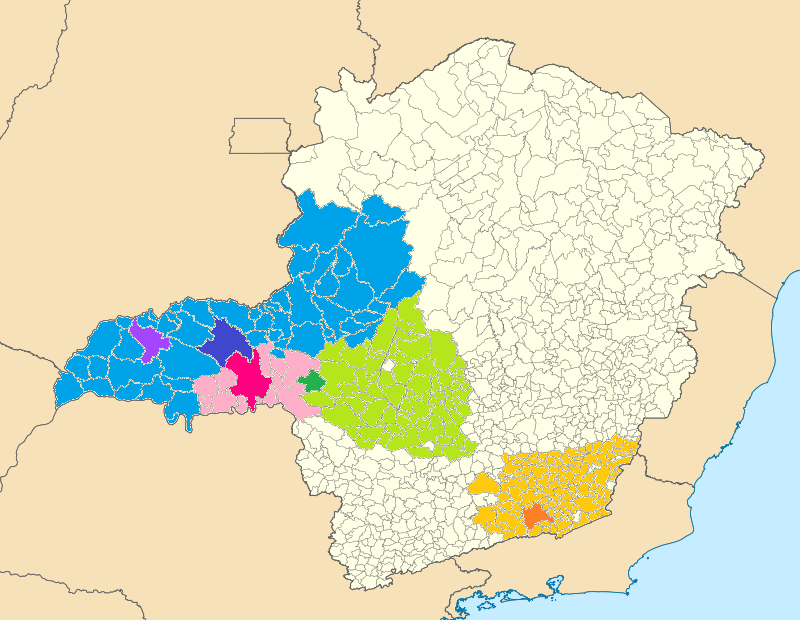
Cobertura da Rede Integração:
Azul: TV Integração Uberlândia
Violeta: TV Integração Ituiutaba
Verde: TV Integração Araxá
Laranja: TV Integração Juiz de Fora
Rosa: TV Integração Uberaba

| Nome                       | Canal analógico | Canal digital | Cidade       | Estado       |
| -------------------------- | --------------- | ------------- | ------------ | ------------ |
| TV Integração Araxá        | 12              | 12 (30)       | Araxá        | Minas Gerais |
| TV Integração Ituiutaba    | 07              | 07 (30)       | Ituiutaba    | Minas Gerais |
| TV Integração Juiz de Fora | —               | 05 (30)       | Juiz de Fora | Minas Gerais |
| TV Integração Uberaba      | —               | 03 (39)       | Uberaba      | Minas Gerais |
| TV Integração Uberlândia   | —               | 08 (30)       | Uberlândia   | Minas Gerais |